# Ian Pool
David Ian Pool (Auckland, 22 de noviembre de 1936-Hamilton, 28 de abril de 2022) fue un demógrafo y académico neozelandés. Fue el director inaugural  del Centro de Estudios de la Población en la Universidad de Waikato entre 1980 y 2004, y fue nombrado profesor emérito en 2010.

## Biografía
Nació el 22 de noviembre de 1936 en "Edenholme", una casa de maternidad privada, ubicada en el suburbio de Mount Eden, Auckland. Pool fue hijo de Doris Messer y James Pool. Fue criado en Dargaville, y estudió en la Universidad de Auckland, titulándose con un bachiller en letras en 1958, y una maestría en artes con honores de segunda clase en 1960. Posteriormente obtuvo un doctorado en la Universidad Nacional Australiana en 1964, con una tesis titulada The Maori population of New Zealand, bajo la supervisión de W. D. Borrie.
Pool se convirtió en un experto en los estudios demográficos de la población maorí antes del período colonial, así como la población neozelandesa en general. También investigó y publicó sobre demografía africana, y realizó misiones para organismos internacionales, incluyendo el Fondo de Población de las Naciones Unidas y el Population Council, con destino a países africanos de habla inglesa y francesa, así como misiones en Asia y el Pacífico. Acuñó el término baby blippers, en referencia a la descendencia de los últimos baby boomers en Nueva Zelanda, a veces apodados generación Y.
En 1980, Pool fundó el Centro de Estudios de Población en la Universidad de Waikato, llegando a ser director de la institución hasta 2004. Tras su retiro en 2010, la Universidad de Waikato le otorgó el título de profesor emérito.
En 1994, Pool fue elegido miembro de la Royal Society de Nueva Zelanda, y fue condecorado con la Beca James Cook para el período 2004-2006. En 2007, se le otorgó una membresía vitalicia en la Asociación de Población de Nueva Zelanda. Durante los honores de Año Nuevo de 2013, Pool fue condecorado con la Orden del Mérito de Nueva Zelanda, por sus contribuciones a la demografía.
Pool se casó con Janet Sceats, también demógrafa, cuyo matrimonio duró más de 60 años, y la pareja tuvo dos hijos. Falleció el 28 de abril de 2022 en Hamilton.

## Principales obras
- Pool, D. Ian (1991). Te iwi Maori: a New Zealand population, past, present & projected. Auckland University Press. ISBN 1869400496.
- Pool, Ian (1999). New Zealand's contraceptive revolutions. Population Studies Centre, University of Waikato. ISBN 1877149993.
- Pool, Ian; Dharmalingam, Arunachalam; Sceats, Janet (2007). The New Zealand family from 1840 a demographic history. Auckland University Press. ISBN 9781869403577.